# Xandros
Xandros este numele unei distribuții Linux dar și numele companiei care o creează, Xandros Corporation. Xandros Desktop este o distribuție care se adresează în principal sectorului de afaceri, dar și celui industrial. Interfața acestei distribuții este asemănătoare cu a SO Windows XP. Denumirea Xandros este derivată de la X Window System și Andros o insulă din Grecia.
Xandros Corporation a fost fondată în mai 2001, de Linux Global Parners (Will Roseman și Dr. Frederick Berenstein), și are sediul central în Ottawa, Canada.
În iulie 2007, Xandros a achiziționat produsul Scalix, un program de e-mail bazat pe HP OpenMail. În iulie 2008, Xandros a achiziționat Linspire.
Xandros se bazează pe Corel Linux, o distribuție Debian, și a fost achiziționată de la compania Corel Corporation în august 2001 după ce aceștia au renunțat la dezvoltări în sectorul Linux. Xandros este de asemenea și membru fondator în Desktop Linux Consortium. Ultima versiune a distribuției (21 iunie 2006) este 4.0.
Începând cu octombrie 2013, pagina web Xandros nu mai este activă (ultima actualizare fiind în noiembrie 2009), iar site-ul DistroWatch listează distribuția Xandros ca fiind abandonată.